# Diocese de Beja
A Diocese de Beja (Dioecesis Beiensis (sive Pacensis)) é uma circunscrição eclesiástica da Igreja Católica em Portugal. Está integrada na Província Eclesiástica de Évora.
Desde 21 de Março de 2024, por sucessão, D. Fernando Maio de Paiva é 20.º e atual Bispo de Beja.

## História
A mais antiga referência a um bispo de Pax Iulia remonta ao tempo dos Godos, altura em que se constituía como sufragánea da arquidiocese de Emerita Augusta, embora a diocese possa ser mais antiga (século IV), a fazer fé nas evidencias arqueológicas.
São conhecidos os nomes de sete bispos desta antiga sede episcopal, tendo vários deles participado nos concílios em Toledo, capital do reino visigótico, entre 531 e 693.
O primeiro bispo certo é São Apríngio, de que fala Isidoro de Sevilha e autor de um comentário sobre o livro do Apocalipse. Autores do século XVI e XVII adicionaram os nomes de três outros bispos (Domiciano, Urso e Isidoro), dos quais, no entanto, não há evidências históricas. Nos registros dos últimos concílios de Toledo, refere-se um episcopus Pacensis ou ecclesia Pacensis, ou seja, bispo de Pax Iulia.
Após a invasão muçulmana da Península Ibérica, a sucessão de bispos foi interrompida e a diocese foi de facto suprimida.
Após a Reconquista Cristã, a diocese pacense não foi restaurada, tendo o território da antiga diocese sido integrado na diocese de Évora. Por seu turno, Afonso IX de Leão, ao criar uma diocese em Badajoz, após a conquista daquela cidade (1230), pretendeu, aproveitando o facto de Beja permanecer à data sob domínio islâmico, que aquela era a legítima herdeira da diocese de Pax Iulia, o que a leva a ser oficialmente conhecida, em latim, ainda hoje, pelo nome de pacense.
Embora Beja tenha sido elevada a cidade pelo Rei D. Manuel I em 10 de abril de 1521 (uma homenagem que o monarca prestava à cabeça do seu primitivo domínio ducal), tal acto não foi associado (como sucedeu, por exemplo, nos casos do Funchal, Elvas, Angra do Heroísmo, Leiria, Miranda do Douro ou Portalegre) à sua elevação a diocese. 
No entanto, a primeira tentativa de restaurar a antiga Sede Episcopal Pacensis foi feita ainda na segunda metade do século XVI pelo cardeal-infante D. Henrique, arcebispo de Évora, que propôs dividir sua imensa arquidiocese, com a criação de duas sedes episcopais em Beja e Elvas, para o benefício de uma melhor acção pastoral. O projecto encontrou forte oposição do cabido da catedral, que, no entanto, não conseguiu impedir a criação da diocese de Elvas (1570 . Por enquanto, Beja continuava sujeita a Évora. 
A criação da diocese de Beja por desmembramento da arquidiocese de Évora só viria a acontecer já no século XVIII, com a reorganização das dioceses portuguesas promovida por D. José I, tendo sido erigida canonicamente em 10 de julho de 1770 pelo Papa Clemente XIV, por meio da Bula "Agrum Universalis Ecclesiae".   
A igreja do colégio jesuíta, dedicada a São Sisenando, tornou-se uma catedral. A nova diocese recebeu o nome eclesiástico de ecclesia Beiensis porque, por uma interpretação incorreta de fontes históricas, o título Pacensis havia sido atribuído à igreja de Badajoz , que acredita-se ser o herdeiro da diocese Pacensis da era visigótica. 
Depois de um tempo conturbado no seu pastoreio, foi espiritualmente e estruturalmente restaurada na segunda década do século XX pelo Bispo-Soldado, D. José do Patrocínio Dias. 

## Bispos de Pax Iulia
1. Santo Apríngio (531)
2. Palmácio (589)
3. Lauro (597)
4. Modário (633)
5. Teodoreto, Teodoredo (646)
6. Adeodato (653, 666)
7. João (681, 683, 688 e 693)
8. Isidoro Pacense (século VIII)

## Bispos de Beja
Bispos desde 1770:
1. D. Frei Manuel (I) do Cenáculo, O.F.M. (1770-1802)
2. D. Frei Francisco Leitão de Carvalho, O. Cist. (1802-1806)
  - D. Frei Joaquim do Rosário, O.F.M. (1807-1808), não chegou a entrar na Diocese
  - D. Manuel (II) de Sousa Carvalho (1814), não tomou posse
3. D. Luís da Cunha de Abreu e Melo (1819-1833)
4. D. Manuel (III) Pires de Azevedo Loureiro (1844-1848)
5. D. José (I) Xavier de Cerveira e Sousa (1849-1859)
6. D. José (II) António da Mata e Silva (1859-1860)
7. D. António (I) da Trindade de Vasconcelos Pereira de Melo (1861-1863)
8. D. António (II) Xavier de Sousa Monteiro (1883-1906)
9. D. Sebastião Leite de Vasconcelos (1907-1919)
10. D. José (III) do Patrocínio Dias (1920-1965)
11. D. Manuel (IV) dos Santos Rocha (1965-1980)
12. D. Manuel (V) Franco da Costa de Oliveira Falcão (1980-1999)
13. D. Frei António (III) Vitalino Fernandes Dantas, O. Carm. (1999-2016)
14. D. José (IV) João dos Santos Marcos (2016-2024)
15. D. Fernando (I) Maio de Paiva (desde 2024)

## Figuras Eclesiásticas Ilustres da Diocese

### Santos
- Santo Apríngio de Beja, Bispo e Padre da Igreja
- São Sisenando, diácono e mártir cristão

### Bispos naturais da Diocese
- D. Afonso de Castelo Branco
- D. José Pereira de Lacerda
- D. Afonso Mendes, S.J.
- D. Frei Amador Arrais, O. Carm.
- D. André Teixeira Palha
- D. Frei António de Gouveia
- D. António Sebastião Valente
- D. Frei Baltasar Limpo, O. Carm.
- D. Bartolomeu Leitão
- D. Bernardino de Santo António
- D. Carlos Cristovão Genuês Pereira
- D. Frei Francisco Alexandre Lobo, O.S.B.
- D. Frei Francisco Quaresma, O.F.M.
- D. Frei Francisco da Conceição
- D. José Francisco da Soledade Bravo
- D. Luís Cerqueira, S.J.
- D. Martim Afonso de Mello
- D. Manuel de Moura Manuel

### Bispos auxiliares da Diocese
- D. António Cardoso Cunha, bispo auxiliar (1956-1965)

### Governadores do Bispado
- Cónego Francisco da Mãe dos Homens Anes de Carvalho (1834-1835)
- Augusto Frederico de Castilho (1835)
- Caetano Gomes Leitão (1835-1838)
- Francisco Paula Vellez(1838-1843)
- João Baptista da Silva (1864-1867)
- Cónego José Dias Correia de Carvalho (1867-1871)
- Cónego António José Boavida (1871-1883)
- Cónego Luís Augusto da Costa (1910-1914)
- Cónego Mons. João Eduardo Marques (1915-1922)

### Clérigos Seculares e Regulares
- Frei António das Chagas, O.F.M.
- Frei António Rosado, O.P.
- Padre Diogo Dias Melgaço
- Cónego Diogo de Gouveia
- Frei Pedro Correas, O.F.M.
- Padre Luís Caldeira, S.J.
- Padre-Mestre Manuel Feio

### Religiosas
- Sóror Mariana Alcoforado, O.S.C.
- Venerável Madre Mariana da Purificação, O. Carm.
- Venerável Madre Maria Perpétua da Luz, O. Carm.

## Fundações Religiosas da Diocese
- Carmelo do Sagrado Coração de Jesus (Carmelo de Beja)
- Congregação das Oblatas do Divino Coração
- Congregação das Servas da Divina Providência, de Maria Auxiliadora e do Próximo
- Fraternidade dos Irmãozinhos de São Francisco de Assis

## Escutismo
1. Escutismo nesta diocese: Região de Beja